# Bao-Dai

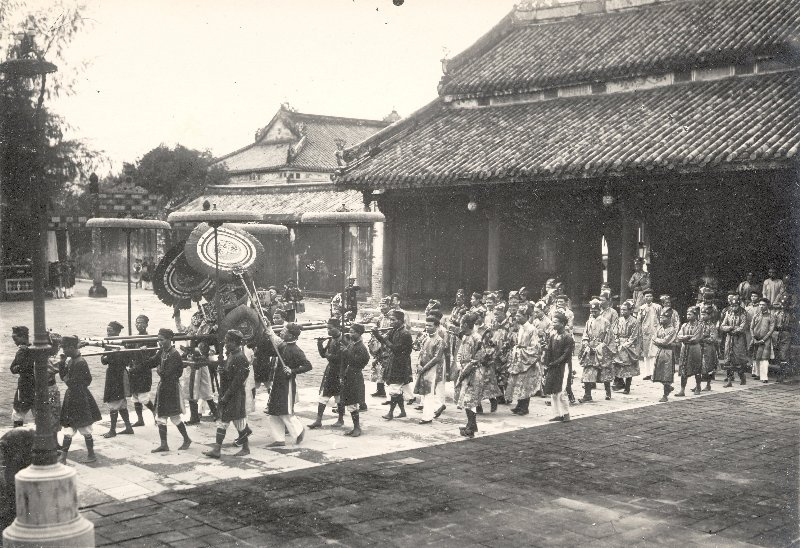
La cort imperial

Bảo Đại (保大) (22 d'octubre de 1913- 30 de juliol de 1997) fou el nom de regnat que adoptà el príncep Nguyễn Vĩnh Thụy, emperador (1926-1945) i cap d'estat del Vietnam (1949-1955), va ser el tretzè i darrer monarca de la Dinastia Nguyen.

## Biografia
Nguyễn Vĩnh Thụy fou entronitzat el 1925 a la mort del seu pare, l'emperador Khai Dinh. Educat i format a França, potència colonitzadora d'Indoxina, el govern de Bao Dai sempre va estar sota tutela francesa.
El 1940, durant la Segona Guerra Mundial, al mateix temps que els alemanys envaïren França, el Japó va ocupar la Indoxina; no en van expulsar els francesos, que es mantingueren lleials al govern de Vichy, però van passar a controlar el país. Així, tot i que havien promès no interferir en el govern imperial, el 1945 obligaren Bao Dai a proclamar la independència del Vietnam.
Després de la capitulació del Japó (agost de 1945), els comunistes del Viet Minh intentaren prendre el poder; el 25 d'agost, Ho Chi Minh va aconseguir l'abdicació de Bao, a canvi de nomenar-lo conseller suprem del nou govern establert a Hanoi, i no pas a l'antiga capital imperial de Hue.
A partir d'aleshores, però, el Vietnam va viure una situació violenta motivada per l'enfrontament de les diferents faccions nacionals entre si i contra els francesos, que volien recuperar el seu domini colonial. El 1946, Bao Dai va exiliar-se i va viure a Hong Kong i a la Xina; ara bé, el 1949, França va formar un govern vietnamita rival dirigit per Bao Dai a Saigon.
Els francesos foren expulsats d'Indoxina quan les forces del Viet Minh els van derrotar en la batalla de Dien Bien Phu. La Conferència de Ginebra, on es va discutir el tractat de pau entre França i el Viet Minh, dividí el Vietnam entre un nord comunista i un sud sota el govern de Bao Dai, qui tenia com a primer ministre el religiós Ngo Dinh Diem, el qual, el 1955, va organitzar un referèndum arran del qual l'emperador fou destronat i s'instaurà una república.
Bao Dai va exiliar-se a França, on va morir el 1997.